# NCT Universe: LASTART
『NCT Universe: LASTART』（エヌシーティー・ユニバース: ラスタート）は、韓国のボーイズグループ・NCT新チーム誕生の過程を描くプレデビューリアリティ番組。2023年7月26日より日本テレビにて放送された。

## 概要
SMエンタテインメント初のデビューサバイバル番組。これまでNCT 127、NCT DREAM、WayV、NCT Uといった多様なチームがデビューしてきた韓国のアイドルグループ・NCTより、新チーム「NCT NEW TEAM（仮）」が世界に公開された。
SMルーキーズの2人（シオン・ユウシ）を含め、6人のデビューメンバーが選出される。SMエンタテインメントの11人の男子練習生のうち選抜された4人が、NCT新チームのメンバーとしてデビューすることができる。
2024年1月18日、グループ名「NCT WISH」が発表され、同年2月21日・22日、東京ドームにて開催された「SMTOWN LIVE 2024 SMCU PALACE @TOKYO」に出演し、デビュー。
番組名「LASTART」は「LAST」と「START」を合わせた造語であり、本番組がNCTの無限拡張の「終着点」であり、新しいチームの「出発点」であるという意味が込められている。

## 略歴
2023年
- 5月24日、SMエンタテインメントが「SM 3.0: NEW IP 2023」を公開し、NCTの新グループのデビューを予告した[4]。
- 6月28日、シオンとユウシが、SMルーキーズとして公開された[5]。
- 6月30日、本番組の放送を予告した[1]。
- 7月5日、本番組のムードティーザー映像を公開した[6][7]。
- 7月10日、SM練習生のリクとリョウを公開した[8]。
- 7月11日、SM練習生のハルタとカッショウを公開した[9]。
- 7月12日、SM練習生のアンダーソンとジョンミンを公開した[10]。
- 7月13日、SM練習生のミンジェとリュウを公開した[11]。
- 7月14日、SM練習生のヘイテツとサクヤを公開した[12]。
- 7月19日、本番組のメイントレーラー映像を公開した[13]。
- 7月26日、放送開始。
- 7月27日、LASTARTワンピックテストを公開した。
- 7月28日、プロフィールカード「Show Me Your Universe」を公開した。
- 7月29日、プロフィールカード「Show Me Your Taste」を公開した。
- 7月30日、プロフィールカード「Show Me Your Story」を公開した。
- 8月17日、SM練習生のデヨンを公開した[14]。
- 9月7日、7人のデビューメンバーが決定した[15]。
- 9月28日、放送終了。
- 9月30日、特別編を放送。
- 10月8日より、全国9都市24公演を巡るプレデビューイベント「NCT Universe: LASTART PRE-DEBUT TOUR」をスタート。

## 放送日程

### 日本
- 日本テレビ・長崎国際テレビ（2023年7月26日 - 9月28日、毎週水曜24:59 - 25:29、30分番組）
- Hulu（2023年7月26日 - 9月28日、毎週水曜25:00 - 、地上波未放送映像を含む）

### 韓国
- ENA（2023年7月27日 - 9月14日）
- TVING（2023年7月27日 - 9月14日）

### 北米・中米・南米
- KOCOWA+（2023年7月27日 - 9月14日）

## 出演者

### アーティストディレクター
BoA
SMエンタテインメントを代表するアーティスト。
韓国アーティストとして初めて日本でのミリオンセラーを達成した記録を持つ。
ウニョク
SUPER JUNIORのメンバー。
コンサートでは、総合演出を担当することもある多才なアーティスト。
チャン・ジニョン
SUPER JUNIOR、SHINee、EXO、Red Velvetらを担当したボーカルトレーナー。
SMエンタテインメントのボーイズグループ・Black Beatで、リードボーカルを務めていた。

### MC（日本地上波）
ジェラードンかみちぃ
芸人界屈指のK-POPファン。
伊藤遼
日本テレビアナウンサー。

## 参加者
| 名前         | 名前     | 生年月日               | 出身地             | 練習生期間 | 入社経緯                                   | 紹介映像 | MBTI | 備考         |
| 日本語       | 韓国語   | 生年月日               | 出身地             | 練習生期間 | 入社経緯                                   | 紹介映像 | MBTI | 備考         |
| ------------ | -------- | ---------------------- | ------------------ | ---------- | ------------------------------------------ | -------- | ---- | ------------ |
| シオン       | 시온     | 2002年5月11日（23歳）  | 韓国・木浦市       | 4年        | SNSスカウト                                | ▶︎        | INTJ | SMルーキーズ |
| ユウシ       | 유우시   | 2004年4月5日（21歳）   | 日本・東京都       | 5年        | オーディション                             | ▶︎        | ISFJ | SMルーキーズ |
| リク         | 리쿠     | 2003年6月28日（21歳）  | 日本・福井県       | 1年        | SMグローバルオーディション「KWANGYA」      | ▶︎        | ISFP | SM練習生     |
| リョウ       | 료       | 2007年8月4日（17歳）   | 日本・京都府       | 1年        | スカウト（NCTのコンサート会場）            | ▶︎        | ENFP | SM練習生     |
| ハルタ       | 하루타   | 2006年3月5日（19歳）   | 日本・兵庫県       | 8ヶ月      | LINEオーディション                         | ▶︎        | ESFP | SM練習生     |
| カッショウ   | 캇쇼     | 2006年1月20日（19歳）  | 日本・福岡県       | 6ヶ月      | -                                          | ▶︎        | INTP | SM練習生     |
| アンダーソン | 앤더슨   | 2005年8月17日（19歳）  | カナダ・トロント   | 6ヶ月      | 「2022 Welcome to the Neo CiTy」           | ▶︎        | ENFJ | SM練習生     |
| ジョンミン   | 정민     | 2004年7月24日（20歳）  | 韓国・ソウル特別市 | 3年        | SNSスカウト                                | ▶︎        | ENFP | SM練習生     |
| ミンジェ     | 민재     | 2002年6月15日（23歳）  | 韓国・ソウル特別市 | 2年        | SNSスカウト                                | ▶︎        | ENFJ | SM練習生     |
| リュウ       | 류       | 2003年10月20日（21歳） | 日本・愛媛県松山市 | 2週間      | 「WELCOME TO THE NEOCITY POP-UP AUDITION」 | ▶︎        | ISFP | SM練習生     |
| ヘイテツ     | 헤이테츠 | 2002年5月7日（23歳）   | 日本・宮城県仙台市 | 10ヶ月     | LINEオーディション                         | ▶︎        | ESTP | SM練習生     |
| サクヤ       | 사쿠야   | 2007年11月18日（17歳） | 日本・埼玉県       | 1年        | -                                          | ▶︎        | ENFP | SM練習生     |
| デヨン       | 대영     | 2005年6月21日（19歳）  | 韓国・大邱広域市   | 3ヶ月      | -                                          | ▶︎        | ENFP | SM練習生     |

## 審査方法
2種類の審査の合算点数で順位を決定する。全4回のミッションを通して、上位4位までがデビューすることができる。
NEW IP TF映像審査（50％）
- 同一条件のもと、撮影されたミッション映像を通じて、SMエンタテインメントのNEW IP TF映像審査を受ける。
- 最終選考の「NCTミッション」では、スタジオステージで審査する。

| NEW IP TFチーム        | 所属                         |
| ---------------------- | ---------------------------- |
| タク・ヨンジュン理事   | COO（最高執行責任者）        |
| イ・ソンス理事         | CAO（最高総務責任者）        |
| チェ・ジョンヒ首席     | 制作4センター長              |
| カン・ビョンジュン首席 | 制作4センター長              |
| ユ・ジェヨン首席       | 制作4センター                |
| ユン・ヒジョン首席     | Artist Dev. Centerセンター長 |
| イ・スンファン首席     | Training Unit                |
| チェ・ユウン首席       | Training Unit                |

アーティストディレクター現場審査（50％）
- スタジオステージでアーティストディレクターが練習生たちを審査する。

## 審査結果

### 第1ミッション（2人組ステージ）
- 1位から4位の練習生はベネフィットとして、シオン・ユウシとのグループフォト撮影に参加する。
- ハルタとミンジェは同順位（6位）。

| 順位 | 練習生       | タイトル                       |
| ---- | ------------ | ------------------------------ |
| 1位  | リク         | FIRE                           |
| 2位  | アンダーソン | Believer                       |
| 3位  | ジョンミン   | Running on the Sky             |
| 4位  | リョウ       | Chewing Gum                    |
| 5位  | サクヤ       | Chewing Gum                    |
| 6位  | ハルタ       | Believer                       |
| 6位  | ミンジェ     | Running on the Sky             |
| 8位  | リュウ       | FIRE                           |
| 9位  | カッショウ   | Shawty Fishin' (Blame The Net) |
| 10位 | ヘイテツ     | Shawty Fishin' (Blame The Net) |

### 第2ミッション（SM名曲グループミッション）
- 1位から4位の練習生はベネフィットとして、シオン・ユウシとのグループフォト撮影に参加する。
- リョウとリュウは同順位（6位）。

| 順位 | 練習生       | チーム  |
| ---- | ------------ | ------- |
| 1位  | ジョンミン   | LUCIFER |
| 2位  | リク         | U       |
| 3位  | サクヤ       | U       |
| 4位  | ミンジェ     | U       |
| 5位  | アンダーソン | LUCIFER |
| 6位  | リョウ       | LUCIFER |
| 6位  | リュウ       | U       |
| 8位  | カッショウ   | LUCIFER |
| 9位  | ハルタ       | U       |
| 10位 | ヘイテツ     | LUCIFER |

### 第3ミッション（SM日本語名曲グループミッション）
- 1位から4位の練習生はベネフィットとして、シオン・ユウシとのグループフォト撮影に参加する。

| 順位 | 練習生       | チーム                     |
| ---- | ------------ | -------------------------- |
| 1位  | ジョンミン   | Electric Kiss              |
| 2位  | リク         | Why? (Keep Your Head Down) |
| 3位  | アンダーソン | Electric Kiss              |
| 4位  | デヨン       | Why? (Keep Your Head Down) |
| 5位  | サクヤ       | Electric Kiss              |
| 6位  | リュウ       | Electric Kiss              |
| 7位  | リョウ       | Electric Kiss              |
| 8位  | ハルタ       | Why? (Keep Your Head Down) |
| 9位  | カッショウ   | Electric Kiss              |
| 10位 | ミンジェ     | Why? (Keep Your Head Down) |
| 11位 | ヘイテツ     | Why? (Keep Your Head Down) |

### 最終順位
- NEW IP TFチームとアーティストディレクターの緊急会議の結果、デビューできる練習生が1人追加された。

| 順位 | 練習生       | チーム    |
| ---- | ------------ | --------- |
| 1位  | リク         | BOSS      |
| 2位  | サクヤ       | 90's Love |
| 3位  | デヨン       | 90's Love |
| 4位  | ジョンミン   | BOSS      |
| 5位  | リョウ       | 90's Love |
| 6位  | アンダーソン | 90's Love |
| 7位  | リュウ       | BOSS      |
| 8位  | ミンジェ     | 90's Love |
| 9位  | ハルタ       | BOSS      |
| 10位 | カッショウ   | 90's Love |
| 11位 | ヘイテツ     | BOSS      |

### 順位変動
| 練習生       | 第1回 | 第2回 | 第3回 | 第4回 |
| ------------ | ----- | ----- | ----- | ----- |
| リク         | 1位   | 2位   | 2位   | 1位   |
| リョウ       | 4位   | 6位   | 7位   | 5位   |
| ハルタ       | 6位   | 9位   | 8位   | 9位   |
| カッショウ   | 9位   | 8位   | 9位   | 10位  |
| アンダーソン | 2位   | 5位   | 3位   | 6位   |
| ジョンミン   | 3位   | 1位   | 1位   | 4位   |
| ミンジェ     | 6位   | 4位   | 10位  | 8位   |
| リュウ       | 8位   | 6位   | 6位   | 7位   |
| ヘイテツ     | 10位  | 10位  | 11位  | 11位  |
| サクヤ       | 5位   | 3位   | 5位   | 2位   |
| デヨン       | -     | -     | 4位   | 3位   |

## 放送内容
| | 題名 テーマ                                  | 放送日  | スペシャルアーティストディレクター                                          | メンター                                 |
| --- | -------------------------------------------- | ------- | --------------------------------------------------------------------------- | ---------------------------------------- |
| 1 | 最初のミッション 2人組ステージ               | 7月27日 | キー（SHINee）                                                              | -                                        |
| アーティストディレクターのBoA・ウニョク・キーのSMエンタテインメント入社秘話が明かされる。 SMルーキーズのシオン・ユウシの自己紹介を通じて、ボーカル・韓国舞踊・語学・楽器レッスンなどの練習カリキュラムが公開される。 第1ミッションの2人組ステージでは、シオン・ユウシ、ハルタ・アンダーソンが息の合ったコンビネーションを見せる。                                           |                                              |         |                                                                             |                                          |
| 2 | 最初のミッション 2人組ステージ               | 8月3日  | キー（SHINee）                                                              | -                                        |
| ジョンミン・ミンジェが優れたボーカル力をアピールし、カッショウ・ヘイテツは積極的なダンスを踊るよう、フィードバックを受ける。 リク・リュウは、新鮮なスタイルのラップとボーカルを披露し、リョウ・サクヤはステージを楽しみながらも世界観を理解したパフォーマンスで高評価を受ける。 第1ミッションの結果が発表され、1位から4位がシオン・ユウシとのグループフォト撮影に参加する。 |                                              |         |                                                                             |                                          |
| 3 | 第2ミッション SM名曲グループミッション       | 8月10日 | リョウク（SUPER JUNIOR）                                                    | ドンヘ（SUPER JUNIOR）、テミン（SHINee） |
| Aチーム（リョウ、ジョンミン、アンダーソン、ヘイテツ、カッショウ）は、群舞と高音ボーカルが決め手の難曲・SHINee「LUCIFER」に挑戦する。 ドンへとテミンが、練習生にパフォーマンスのアドバイスを授ける。 |                                              |         |                                                                             |                                          |
| 4 | 第2ミッション SM名曲グループミッション       | 8月17日 | リョウク（SUPER JUNIOR）                                                    | -                                        |
| Bチーム（サクヤ、ハルタ、ミンジェ、リュウ、リク）は、SUPER JUNIORをスターダムに押し上げた名曲「U」に挑戦する。 第2ミッションの結果が発表され、11人目の練習生・デヨンがサバイバルに加わる。 |                                              |         |                                                                             |                                          |
| 5 | 第3ミッション SM日本語名曲グループミッション | 8月24日 | ヒョヨン（少女時代）                                                        | チャンミン（東方神起）、シウミン（EXO）  |
| Aチーム（ジョンミン、リュウ、アンダーソン、カッショウ、リョウ、サクヤ）は、複雑な動線がハードな楽曲・EXO「Electric Kiss」に挑戦する。 チャンミンとシウミンが練習室を訪れ、ハルタとユウシが感激の涙を見せた。 |                                              |         |                                                                             |                                          |
| 6 | 第3ミッション SM日本語名曲グループミッション | 8月31日 | ヒョヨン（少女時代）                                                        | テン（NCT）                              |
| Bチーム（リク、ハルタ、ヘイテツ、ミンジェ、デヨン）は、緩急のメリハリがポイントになるパワフルな楽曲・東方神起「Why? (Keep Your Head Down)」に挑戦する。 第3ミッションの結果が発表され、テンによるスペシャルコーチングで、練習生の魅力が引き出される。 |                                              |         |                                                                             |                                          |
| 7 | 最後のミッション NCTミッション               | 9月7日  | カンタ（H.O.T.）、イトゥク（SUPER JUNIOR） ヘチャン（NCT）、ジャニー（NCT） | テヨン（NCT）                            |
| NCT U「90's Love」「BOSS」2曲によるNCTミッションで、デビューメンバーが決定する。 |                                              |         |                                                                             |                                          |
| 8 | 新たなスタート 団結大会                      | 9月14日 | カンタ（H.O.T.）、イトゥク（SUPER JUNIOR） ヘチャン（NCT）、ジャニー（NCT） | -                                        |
| 涙に包まれた順位発表会の裏側を公開する。 NCT NEW TEAMは、団結大会で「椅子に座って遠くへ」「バランスボールラグビー」「99秒ラストミッション」の3つの競技に挑戦する。 |                                              |         |                                                                             |                                          |
| 9 | 新たなスタート TOKYO観光ツアー前編           | 9月21日 | -                                                                           | -                                        |
| メンバーが行ってみたかった場所、やってみたかったことを巡る「TOKYO観光ツアー」を満喫しながら、グループの絆をさらに深めるためのゲーム対決を行う。 リョウとジョンミンのリクエストで、東京のシンボル・東京タワーを堪能し、VRパークでは「だるまさんがころんだ」「VALOJUMP」「HADO」の3つの競技に挑戦する。 他己紹介では、メンバーの素顔が明かされる。                            |                                              |         |                                                                             |                                          |
| 10 | 新たなスタート TOKYO観光ツアー後編           | 9月28日 | -                                                                           | -                                        |
| TOKYO観光ツアー後編では、リク・デヨン・サクヤのリクエストでパン屋さんに赴き、人気TOP3のパンを当てる「人気パン当てクイズ」に挑戦する。 マイクロブタと触れ合えるカフェでは「キュン写真対決」が開催される。プレデビュー曲「Hands Up」をテレビ初公開する。 |                                              |         |                                                                             |                                          |
| - | 特別編                                       | 9月30日 | -                                                                           | -                                        |
| 日本テレビに潜入し、ジェラードンと段ボールをくぐり抜ける型抜きにチャレンジする。 NCTのスタジアム公演「NCT STADIUM LIVE 'NCT NATION : To The World-in JAPAN'」でのNCT NEW TEAMの様子を公開する。 |                                              |         |                                                                             |                                          |

## 審査・課題での使用楽曲

### 2人組ステージ
| タイトル                       | アーティスト         | 練習生               | リンク |
| ------------------------------ | -------------------- | -------------------- | ------ |
| Afrolex                        | -                    | シオン、ユウシ       | ▶︎      |
| Believer                       | イマジン・ドラゴンズ | ハルタ、アンダーソン | ▶︎      |
| Running on the Sky             | イ・ジョク           | ジョンミン、ミンジェ | ▶︎      |
| Shawty Fishin' (Blame The Net) | マセーゴ             | カッショウ、ヘイテツ | ▶︎      |
| FIRE                           | 清水翔太             | リク、リュウ         | ▶︎      |
| Chewing Gum                    | NCT DREAM            | リョウ、サクヤ       | ▶︎      |

### SM名曲グループミッション
| タイトル | アーティスト | 練習生                                                                 | リンク |
| -------- | ------------ | ---------------------------------------------------------------------- | ------ |
| LUCIFER  | SHINee       | シオン、ユウシ、リョウ、ジョンミン、アンダーソン、ヘイテツ、カッショウ | ▶︎      |
| U        | SUPER JUNIOR | シオン、ユウシ、サクヤ、ハルタ、ミンジェ、リュウ、リク                 | ▶︎      |

### SM日本語名曲グループミッション
| タイトル                   | アーティスト | 練習生                                                                       | リンク |
| -------------------------- | ------------ | ---------------------------------------------------------------------------- | ------ |
| Electric Kiss              | EXO          | シオン、ユウシ、ジョンミン、リュウ、アンダーソン、カッショウ、リョウ、サクヤ | ▶︎      |
| Why? (Keep Your Head Down) | 東方神起     | シオン、ユウシ、リク、ハルタ、ヘイテツ、ミンジェ、デヨン                     | ▶︎      |

### NCTミッション
| タイトル  | アーティスト | 練習生                                                                     | リンク |
| --------- | ------------ | -------------------------------------------------------------------------- | ------ |
| 90's Love | NCT U        | シオン、ユウシ、ミンジェ、デヨン、アンダーソン、カッショウ、リョウ、サクヤ | ▶︎      |
| BOSS      | NCT U        | シオン、ユウシ、ヘイテツ、リク、リュウ、ジョンミン、ハルタ                 | ▶︎      |

## スタッフ
- エグゼクティブ・スーパーバイザー：CHRIS LEE（イ・ソンス）、タク・ヨンジュン
- エグゼクティブ・プロデューサー：YEA JEE LEE
- コンテンツプランニング：JI SEON KIM、SOO EUN SHIN、SO JEUNG SALLY PARK
- コンテンツビジネス：JEONG UN KIM、CHUNG HO CHA
- ネオセンター・エグゼクティブ・プロデューサー：BYOUNG JUN KANG、JUNG HEE CHAE
- ジェネラルアーティストマネージメント：JAE YONG YU
- アーティストトレーニング：HEE JUN YOON、YU EUN CHO、PYUNG HWA SHIN、SEUNG HWAN LEE、DO HYEONG KIM、SU ZIE KIM、SEO JEONG KIM、SI EUN HAN
- 「NCT Universe: LASTART」製作委員会：植野浩之（日本テレビ）、前田直敬（日本テレビ）、室伏周平（日本テレビ）、小井口悠（avex）、YOSUKE AKATSUKA（avex）、立花咲子（avex）、DONG WOO KIM（SMC）、EUN A KIM（SMC）、HONG KI KIM（SMC）
- 製作：SM Culture & Contents
- クリエイティブプランニング：SUN YOUNG HWANG
- スクリプト：HE UN KIM、HYE YEONG KIM、YE SEUL SHIN、YUN NA HAH、JOO YOUNG KIM、JI YEON SHIN、HA RI NA
- コンテンツビジネス：MYUNG HYUN CHUN、SUNG HAE KANG、MIN SEO PARK、JU RI PARK、JI U YU
- コンテンツマーケティング：SU JIN SHIN、YUN CHAN HWANG、KWANG WOOK SHIN、SO YEON SHIN、SONG E JO、JAE EUN KANG
- プロモーションマーケティング：JG STAR、Hi!THERE
- ミュージックコピーライツクリアランス：LEEWAY Music&Media
- コンテンツデザイナー：JEONG EUN CHOI、AH YOUNG MOON、HAE JIN SHIN、JEONG HA PARK
- ステージプロダクション：VICSHOT、SEUNG JUN UN、SUNG IL CHOI
- ステージエグゼクティブプロデューサー：BONG CHOUL KWAK
- ステージディレクター：AWESOME
- ジンバル：OMG
- ステージマネージャー：SSPL WORKZ
- ステージライト：LIGHT FACTORY
- ステージサウンド：YESUL SOUNG
- VJ：Motion
- レーザー：MSG
- スペシャルエフェクト：First
- アートディレクター：[MILLIMETER]、JUNG MIN SONG
- ステージデザイン：[MILLIMETER]、MYUNG JUN KIM
- LED：BASIC TECH
- ストラクチャー：MEGASTEEL
- 小道具：BURNING HEART
- セット：JTBC STUDUI NNF
- モニター：OPEN-IMAGE
- カメラ：MOONMEDIA
- ジミージブ：JIMMYTOP
- サウンドミキサー：WAVMAKERS
- ライトニング：BOX LIGHTING
- 固定カメラ：OCC
- 写真：GARAGELAR
- ステージオペレーター：RED MEDIA
- プリンティング：HONG RIM
- インジェスト：ROLLPLAYING
- SYNC：CORE CONTENTS
- サウンド編集：OZ STUDIO
- CG：STUDIO CLON
- グラフィックモーション：INDIVISUAL
- BI：DFLO STUDIO
- 通訳：BA REUN KIM、HYE MIN KIM、MI KYU LEE、SUN WOOK PARK、DA HEA KIM
- プレビュー：IN SUN YEO、SPEED SHORTHAND OFFICE
- 編集：SAET BYEOL HAN、HYUN JIN YOO
- インターン：HAN WOOL CHOI、YU JIN SEO、SOL LEE
- FD：NA RA SHIN、SU HYUN PARK
- 撮影協力：SUN MI JIN、YEON HUI JO
- ディレクター：YOON HEE JUNG、YOO YOUNG KIM、EUN SUN BAE、DONG HYUNG KANG、SU KYOUNG HWANG、JEONG HWA HYEON、YOON JU JUNG、HAE EUN LIM
- 監督・プロデューサー：JI SEON KIM、HYUN JUNG JO、A BEEN HEO

日本制作
- 日本演出：徳永清孝
- 作家：北原ゆき
- 編集・MA：オムニバス・ジャパン
- 音効：高取謙
- デスク：保坂淳子
- ディレクター：黒木初美、永田香織、田渕拓実、黒瀬香蓮、竹内愛雅
- プロデューサー：前田直敬、梶本眞子、室伏周平、宮崎順平、平位祐一郎
- 制作：南波昌人
- 企画・プロデュース：植野浩之
- 制作協力：Willdqe
- 製作著作：「NCT Universe: LASTART」製作委員会